# Hugo Lundevall
Knut Hugo Valfrid Lundevall (ur. 7 grudnia 1892 w Estunie w gminie Norrtälje, zm. 16 stycznia 1949 w Sztokholmie) – szwedzki pływak, uczestnik Letnich Igrzysk 1912 w Sztokholmie.
Na igrzyskach w 1912 roku wystartował w wyścigu na 100 metrów stylem grzbietowym, lecz odpadł w eliminacjach. Należał do sztokholmskiego klubu SK Neptun.